# Плезант Хил
Плезант Хил (на английски: Pleasant Hill, „Приятен хълм“) е град в окръг Контра Коста, в района на залива на Сан Франциско, щата Калифорния, САЩ. Плезант Хил е с население от 32 837 души. (2000) Плезант Хил е с обща площ от 18,40 кв. км (7,10 кв. мили).